# 詹姆斯·希爾頓
詹姆斯·希爾頓（英語：James Hilton，1900年9月9日—1954年12月20日），生於英國英格蘭蘭開夏，小說家，也是好萊塢劇作家。其作品中最著名的為《消失的地平線》與《萬事師表》（Goodbye, Mr. Chips）。

## 生平
大學畢業於剑桥大学基督学院，主修英國文學。在大學期間，開始小說創作。
葬於Forest Lawn Memorial Park。